# Amharclann Ghaoth Dobhair
L'Amharclann Ghaoth Dobhair (Teatre Ghaoth Dobhair) (conegut també amb el nom anglicitzat de Gweedore Teatre), és un teatre local a la regió de Derrybeg Gaeltacht, a la parròquia de Gaoth Dobhair, Comtat de Donegal, Irlanda. Disposa d'uns 200 seients i d'ençà que va ser inaugurat per l'actriu Siobhán McKenna, el teatre ha estat l'escenari de centenars d'obres de teatre en la llengua irlandesa.